# ابالودا
ابالودا (به لاتین: Abbaludu) در هند است که در کارناتاکا واقع شده‌است.